# Sadalès Ier
Pour les articles homonymes, voir Sadalès.
Sadalès Ier est un prince astéen de Thrace du Ier siècle av. J.-C. et roi des Odryses de 87 et 79 av. J.-C. Il est le fils de Cotys III, son prédécesseur, et le père de Cotys IV, son successeur.
Il vécut autour de l'an 81 av. J.-C., comme le certifie un discours de Cicéron contre Verrès, dans lequel il en est fait mention.

### Sources partielles
- « Sadalès Ier », Charles Weiss, Biographie universelle, ou Dictionnaire historique contenant la nécrologie des hommes célèbres de tous les pays, 1841 [détail des éditions].
- (en) Ian Mladjov, de l'Université du Michigan, liste des rois odrysiens de Thrace.
- (en) Site hourmo.eu, collection of Greek Coins of Thrace, Index des rois.